# Benson Shilongo
Benson Shilongo (Ongwediva, 18 maggio 1992) è un ex calciatore namibiano, di ruolo attaccante.

## Carriera

### Nazionale
Nel 2019 viene convocato con la nazionale namibiana per la Coppa d'Africa.

## Statistiche

### Cronologia presenze e reti in nazionale
| Cronologia completa delle presenze e delle reti in nazionale ― Namibia | Cronologia completa delle presenze e delle reti in nazionale ― Namibia | Cronologia completa delle presenze e delle reti in nazionale ― Namibia | Cronologia completa delle presenze e delle reti in nazionale ― Namibia | Cronologia completa delle presenze e delle reti in nazionale ― Namibia | Cronologia completa delle presenze e delle reti in nazionale ― Namibia | Cronologia completa delle presenze e delle reti in nazionale ― Namibia | Cronologia completa delle presenze e delle reti in nazionale ― Namibia |
| Data                                                                   | Città                                                                  | In casa                                                                | Risultato                                                              | Ospiti                                                                 | Competizione                                                           | Reti                                                                   | Note                                                                   |
| ---------------------------------------------------------------------- | ---------------------------------------------------------------------- | ---------------------------------------------------------------------- | ---------------------------------------------------------------------- | ---------------------------------------------------------------------- | ---------------------------------------------------------------------- | ---------------------------------------------------------------------- | ---------------------------------------------------------------------- |
| 28-6-2019                                                              | Il Cairo                                                               | Sudafrica                                                              | 1 – 0                                                                  | Namibia                                                                | Coppa d'Africa 2019 - 1º turno                                         | -                                                                      | 46’                                                                    |
| 1-7-2019                                                               | Il Cairo                                                               | Namibia                                                                | 1 – 4                                                                  | Costa d'Avorio                                                         | Coppa d'Africa 2019 - 1º turno                                         | -                                                                      | 83’                                                                    |
| 4-9-2019                                                               | Asmara                                                                 | Eritrea                                                                | 1 – 2                                                                  | Namibia                                                                | Qual. Mondiali 2022                                                    | -                                                                      | 78’                                                                    |
| 10-9-2019                                                              | Windhoek                                                               | Namibia                                                                | 2 – 0                                                                  | Eritrea                                                                | Qual. Mondiali 2022                                                    | -                                                                      | 48’ 54’                                                                |
| 17-11-2019                                                             | Conakry                                                                | Guinea                                                                 | 2 – 0                                                                  | Namibia                                                                | Qual. Coppa d'Africa 2021                                              | -                                                                      | 66’                                                                    |
| 17-11-2020                                                             | Windhoek                                                               | Namibia                                                                | 1 – 2                                                                  | Mali                                                                   | Qual. Coppa d'Africa 2021                                              | -                                                                      | 46’ 88’                                                                |
| 5-9-2021                                                               | Lomé                                                                   | Togo                                                                   | 0 – 1                                                                  | Namibia                                                                | Qual. Mondiali 2022                                                    | -                                                                      | 86’                                                                    |
| 12-10-2021                                                             | Johannesburg                                                           | Namibia                                                                | 1 – 3                                                                  | Senegal                                                                | Qual. Mondiali 2022                                                    | -                                                                      | 85’                                                                    |
| Totale                                                                 |                                                                        | Presenze                                                               | 8                                                                      |                                                                        | Reti                                                                   | 0                                                                      |                                                                        |